# Rypticus randalli
Rypticus randalli är en fiskart som beskrevs av Courtenay, 1967. Rypticus randalli ingår i släktet Rypticus och familjen havsabborrfiskar. Inga underarter finns listade i Catalogue of Life.